# Thalictrum acaule
Thalictrum acaule är en ranunkelväxtart som beskrevs av Venceslas Victor Jacquemont och Jacques Cambessèdes. Thalictrum acaule ingår i släktet rutor, och familjen ranunkelväxter. Inga underarter finns listade i Catalogue of Life.